# Pulau Gersik
Pulau Gersik är en ö i Indonesien.   Den ligger i provinsen Bangka-Belitung, i den västra delen av landet, 400 km norr om huvudstaden Jakarta. Arean är 0,21 kvadratkilometer.
Terrängen på Pulau Gersik är mycket platt. Den sträcker sig 0,6 kilometer i nord-sydlig riktning, och 0,5 kilometer i öst-västlig riktning.